# Laurent Agouazi
Laurent Karim Agouazi (ur. 16 marca 1984 w Langres) – francuski piłkarz pochodzenia algierskiego (kabylskiego) występujący na pozycji pomocnika. Od 2016 jest zawodnikiem klubu Chamois Niortais FC.

## Kariera klubowa
Agouazi zawodową karierę rozpoczynał w FC Metz. Zanim zadebiutował w jego barwach, w 2004 roku został wypożyczony do Besançon RC, grającego w Championnat National. W 2005 roku powrócił do Metz. W Ligue 1 zadebiutował 10 września 2005 w przegranym 0:2 meczu z Lille OSC. 6 maja 2006 w przegranym 1:2 spotkaniu z OGC Nice strzelił pierwszego gola w trakcie gry w Ligue 1. W 2006 roku spadł z klubem do Ligue 2. W 2007 roku powrócił z zespołem do ekstraklasy, a w 2008 ponownie spadł z nim do drugiej ligi. W Metz spędził jeszcze rok.
W 2009 roku przeszedł do pierwszoligowego US Boulogne. Pierwszy ligowy mecz zaliczył tam 8 sierpnia 2009 przeciwko Stade Rennais (0:3).
W sezonie 2011/2012 grał w FC Istres. Latem 2012 przeszedł do SM Caen. W sezonie 2014/2015 występował w PAE Atromitos, a w sezonie 2015/2016 - w Tours FC. Latem 2016 przeszedł do Chamois Niortais FC.
| Sezon   | Klub               | Kraj    | Rozgrywki          | Mecze | Bramki | Rozgrywki Europy | Mecze | Bramki |
| ------- | ------------------ | ------- | ------------------ | ----- | ------ | ---------------- | ----- | ------ |
| 2004/05 | Besançon RC (wyp.) | Francja | National           | 34    | 6      | -                | -     | -      |
| 2005/06 | FC Metz            | Francja | Ligue 1            | 8     | 1      | -                | -     | -      |
| 2006/07 | FC Metz            | Francja | Ligue 2            | 31    | 4      | -                | -     | -      |
| 2007/08 | FC Metz            | Francja | Ligue 1            | 32    | 0      | -                | -     | -      |
| 2008/09 | FC Metz            | Francja | Ligue 2            | 26    | 3      | -                | -     | -      |
| 2009/10 | US Boulogne        | Francja | Ligue 1            | 25    | 1      | -                | -     | -      |
| 2010/11 | US Boulogne        | Francja | Ligue 2            | 26    | 0      | -                | -     | -      |
| 2011/12 | US Boulogne        | Francja | Ligue 2            | 1     | 0      | -                | -     | -      |
| 2011/12 | FC Istres          | Francja | Ligue 2            | 28    | 3      | -                | -     | -      |
| 2012/13 | SM Caen            | Francja | Ligue 2            | 21    | 2      | -                | -     | -      |
| 2013/14 | SM Caen            | Francja | Ligue 2            | 26    | 1      | -                | -     | -      |
| 2014/15 | PAE Atromitos      | Grecja  | Superleague Ellada | 26    | 1      | -                | -     | -      |
| 2015/16 | Tours FC           | Francja | Ligue 2            | 29    | 1      | -                | -     | -      |

Stan na: koniec sezonu 2015/2016